# Pleurochaete malacophylla
Pleurochaete malacophylla är en bladmossart som beskrevs av Brotherus 1924. Pleurochaete malacophylla ingår i släktet Pleurochaete och familjen Pottiaceae. Inga underarter finns listade i Catalogue of Life.